# Principauté de Debdou
1430–1563
La principauté de Debdou est une vice-royauté héréditaire autonome qui existe dans l'est du Maroc de 1430 à 1563, avec sa capitale à Debdou. Elle est gouvernée le long de son existence par les Ouartajin, une  dynastie d'origine berbère étroitement liée aux Mérinides et aux Wattassides,.

## Histoire
La première mention historique de la ville de Debdou date du XIIe siècle et est liée à l'ascension des Mérinides, jusqu'alors au service des Almohades. Le dirigeant mérinide Abd al-Haqq octroie alors Debdou aux Ouartajin, un clan qui leur est étroitement lié, afin de servir de marche contre les Zianides de Tlemcen.
La principauté de Debdou est érigée en 1430 en tant que gouvernorat héréditaire. Dès la seconde moitié du xve siècle, les Ouartajin gagnent en autonomie à l'égard de Fès à la suite de l'affaiblissement du pouvoir mérinide et de la prise du pouvoir effectif par les vizirs wattasides ; la principauté devient pleinement autonome lorsque Mohammed ibn Ahmed est nommé vice-roi de Debdou par le sultan wattaside Mohammed es-Saïd ech-Cheikh qui, après avoir assiégé et contraint le souverain de Debdou à se soumettre, lui témoigne néanmoins certains égards.
Durant les dernières années du règne du prince Mohammed II, la Principauté devient tributaire des Saadiens. Le prince Ammar s'oppose néanmoins aux Saadiens et soutient les prétentions du wattasside Bou Hassoun, qu'il appuie militairement lors de l'offensive ottomano-wattasside contre Fès de 1554,. Quatre années plus tard, en 1558, le ralliement d'Ammar aux Saadiens lors de la bataille de l'Oued-el-Leben permet à ces derniers de mettre en échec la tentative d'invasion ottomane menée par Hassan Pacha.
En 1563, le souverain saadien Abdellah el-Ghalib renverse les Ouartajin et fait de Debdou un pachalik totalement dépendant du pouvoir central, servant également de marche contre l'Empire ottoman.

## Liste des princes de la dynastie des Ouartajin
La liste des souverains de Debdou est notamment connue grâce aux travaux de Léon l'Africain, :
- Moussa ibn Hammou (1430-1460) ;
- Ahmed ibn Moussa (1460-1485) ;
- Mohammed ibn Ahmed (1485-1515), sacré vice-roi de Debdou par Mohammed ech-Cheikh ;
- Mohammed II (1515-1550), devient tributaire des Saadiens à leur arrivée au pouvoir à la fin de son règne ;
- Ammar (1550-1563).